# Gewoon contrastpootje
Het gewoon contrastpootje (Walckenaeria atrotibialis) is een spinnensoort in de taxonomische indeling van de hangmatspinnen (Linyphiidae).
Het dier behoort tot het geslacht Walckenaeria. De wetenschappelijke naam van de soort werd voor het eerst geldig gepubliceerd in 1878 door Octavius Pickard-Cambridge.